# Santa Maria della Concezione ai Monti
Santa Maria della Concezione ai Monti, även benämnd Santa Maria della Concezione delle Cappuccine, var en kyrkobyggnad i Rom, helgad åt Jungfru Marias Obefläckade Avlelse. Kyrkan var belägen i rione Monti, vid dagens Via Cavour.

## Kyrkans historia
År 1638 godkände påve Urban VIII den av Francesca Farnese (1593–1651) grundade Ordine di Clausure delle Clarisse (Farnesiane), en gren av Sankta Klaras orden. Tre år senare, 1641, kunde syster Francesca med hjälp av en donation från markisinnan Felice Rondanini (1593–1667) uppföra ett kloster och en kyrka; arkitekt var Domenico Castelli. Orden var mycket sträng och nunnorna lämnade aldrig klostret. De gick alltid barfota, åt inte kött och tog inte emot besökare, inte ens anhöriga. Detta föranledde att de kom att kallas Le Sepolte Vive, ”De levande begravda”.
Man nådde klostrets ingång genom en smal gränd från Via della Madonna dei Monti. Portbyggnaden i barockstil gick i blått och gult. I det krönande pedimentet fanns en stuckrelief som föreställde Gud Fadern. Efter att ha passerat porten svängde gränden åt vänster till kyrkans ingång. Två av kyrkans sidokapell var invigda åt den helige Franciskus av Assisi respektive den heliga Klara av Assisi.
Klostret och kyrkan revs under 1880-talet vid anläggandet av Via Cavour.

## Bilder

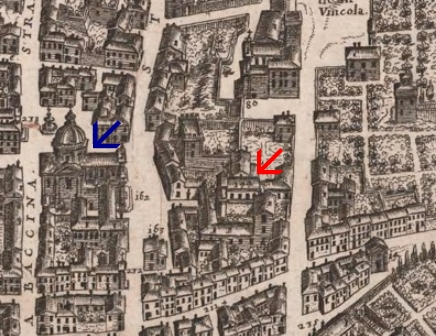
Santa Maria della Concezione ai Monti (vid den röda pilen) på Giovanni Battista Faldas Rom-karta från 1676. Den blå pilen anger kyrkan Madonna dei Monti.
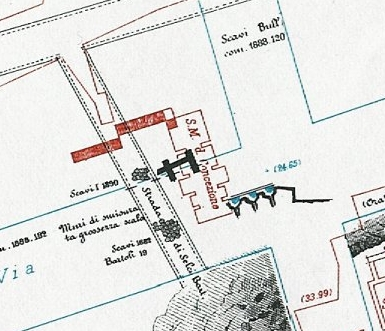
Santa Maria della Concezione ai Monti på Rodolfo Lancianis Rom-karta från 1893–1901.